# Alchemilla subcrenatiformis
Alchemilla subcrenatiformis är en rosväxtart som beskrevs av Sergei Vasilievich Juzepczuk. Alchemilla subcrenatiformis ingår i släktet daggkåpor, och familjen rosväxter. Inga underarter finns listade i Catalogue of Life.